# Hallandsbrigaden (yngre)
För andra betydelser, se Hallandsbrigaden.
Hallandsbrigaden (IB 16) var en infanteribrigad inom svenska armén som verkade i olika former åren 1949–2000. Förbandsledningen var förlagd i Halmstads garnison i Halmstad.

## Historik
Hallandsbrigaden sattes upp åren 1949–1951 under namnet Västkustbrigaden (IB 46) genom att fältregementet (krigsförbandet) Varbergs regemente (I 46) omorganiserades genom försvarsbeslutet 1948 till brigad.
Åren 1949–1958 hade Västkustbrigaden en systerbrigad vars namn var Hallandsbrigaden (IB 16), vilken kom dock att upplösas och avvecklades i samband med försvarsbeslutet 1958. År 1964 gjordes en namnändring då brigaden övertog namnet Hallandsbrigaden, från den upplösta och avvecklade Hallandsbrigaden (IB 16).
Genom försvarsbeslutet 1992 tydliggjordes krigsorganisationen, vilket resulterade i att Hallandsbrigaden avskildes från Hallands regemente. Från den 1 juli 1994 bildade brigaden ett självständigt kaderorganiserat krigsförband inom Södra militärområdet (Milo S). I samband med denna omorganisation övertog brigaden även beteckningen IB 16 från den ursprungliga Hallandsbrigaden, det för att tydliggöra banden till Hallands regemente (I 16).
Inför försvarsbeslutet 2000 föreslog regeringen i propositionen att avveckla fem infanteribrigader, IB 1, IB 2, IB 12, IB 16 och NB 13. Detta då regeringen ansåg att bibehålla dem skulle kräva omfattande investeringar för att kunna utgöra enheter för mekaniserad utbildning. Vidare ansågs att deras övnings- och skjutfält i vissa fall var begränsande. Brigaden upplöstes den 30 juni 2000. Från den 1 juli 2000 övergick verksamheten till en avvecklingsorganisation, fram till att avvecklingen skulle vara slutförd senast den 31 december 2001. Avvecklingsorganisationen upplöstes i sin tur den 31 mars 2001, då avvecklingen av förbandet ansågs slutförd.

## Verksamhet
Som ett led av försvarsbeslutet 1992 blev brigaden en av de sex ursprungliga infanteribrigader som skulle mekaniseras. Och med det utrustas brigaden med de rysktillverkade pansarskyttefordonen BMP-1 och MT-LB, med svensk benämning Pbv 501 och Pbv 401. Organisationen brigaden skulle gå in i kallades IB 2000 och denna skulle vara i produktion 2004 och helt genomfört 2006. Brigaden hann dock aldrig gå in i den nya organisationen på allvar, då den tillsammans med Hallands regemente (I 16) upplöstes och avvecklades den 30 juni 2000. 

### Internationell verksamhet
Åren 1995 och 1996 svarade brigaden för ett pansarskyttekompani till den tredje Bosnienbataljonen , BA 03, respektive den sjunde Bosnienbataljonen BA 07. År 2000 utsågs brigaden till huvudman med stöd av Smålandsbrigaden (IB 12) till att sätta upp vinterbataljonen, vilken skulle bli den fjortonde Bosnienbataljonen, BA 14. På grund av dels den svenska omriktningen i Sveriges åtaganden i SFOR, kom BA 14 aldrig realiseras. Istället kom den bataljonen planeras för att roteras inom Svenska Kosovostyrkan, där den skulle bli KS 03. Men då brigaden upplöstes och avvecklades sommaren 2000, kom det ansvaret övergå till Södra skånska regementet (P 7).

### Bataljoner
- 1. brigadskyttebataljonen (Pbv 501)
- 2. brigadskyttebataljonen (Pbv 501)
- 3. brigadskyttebataljonen (Pbv 501)
- 4. brigadskyttebataljonen (Pvrb 55/TOW)
- Brigadluftvärnsbataljon (Lvrbs 70)
- Brigadhaubitsbataljon (Haub 77A)
- Brigadpionjärsbataljon

## Heraldik och traditioner
Hallandsbrigaden delade heraldik och traditioner med Hallands regemente. År 1995 instiftades Hallandsbrigadens förtjänstmedalj i guld/silver/brons i 8:e storleken (HallbrigGM/SM/BM). År 2000 instiftades Hallands regementes och Hallandsbrigadens minnesmedalj i silver (HallregbrigMSM).

## Förbandschefer
Förbandschefen titulerades brigadchef och hade tjänstegraden överste. Åren 1949–1994 var brigadchefen tillika ställföreträdande chef vid Hallands regemente.

- 1954–1957: C Klingenstierna
- 1957–1959: A Mohlin
- 1959–1961: S Andrae
- 1961–1965: B Hultgren
- 1965–1967: T Nordin
- 1967–1969: J Crafoord
- 1969–1972: B Selander
- 1972–1983: A Månsson
- 1983–1986: Yngve Johansson
- 1986–1988: Per Källström
- 1988–1993: Göran Lindqvist
- 1993–1995: Paul Degerlund
- 1995–1998: Johan Rydén
- 1999–2000: Anders Emanuelson

## Namn, beteckning och förläggningsort
| Västkustbrigaden        | 1949-10-01 | – | 1964-??-?? |
| Hallandsbrigaden        | 1964-??-?? | – | 2000-06-30 |
| Avvecklingsorganisation | 2000-07-01 | – | 2001-03-31 |

| IB 46 | 1949-10-01 | – | 1994-06-30 |
| IB 16 | 1994-07-01 | – | 2000-06-30 |

| Halmstads garnison (F) | 1949-10-01 | – | 2001-03-31 |

## Galleri

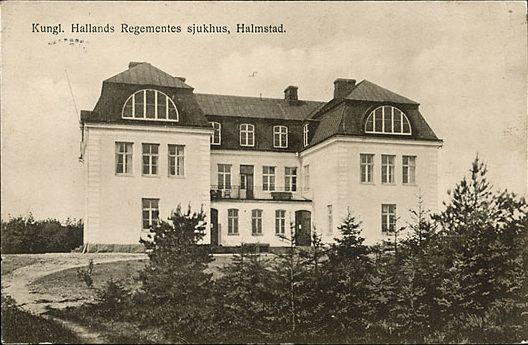
Sjukhuset vid Hallands regemente, 1920.
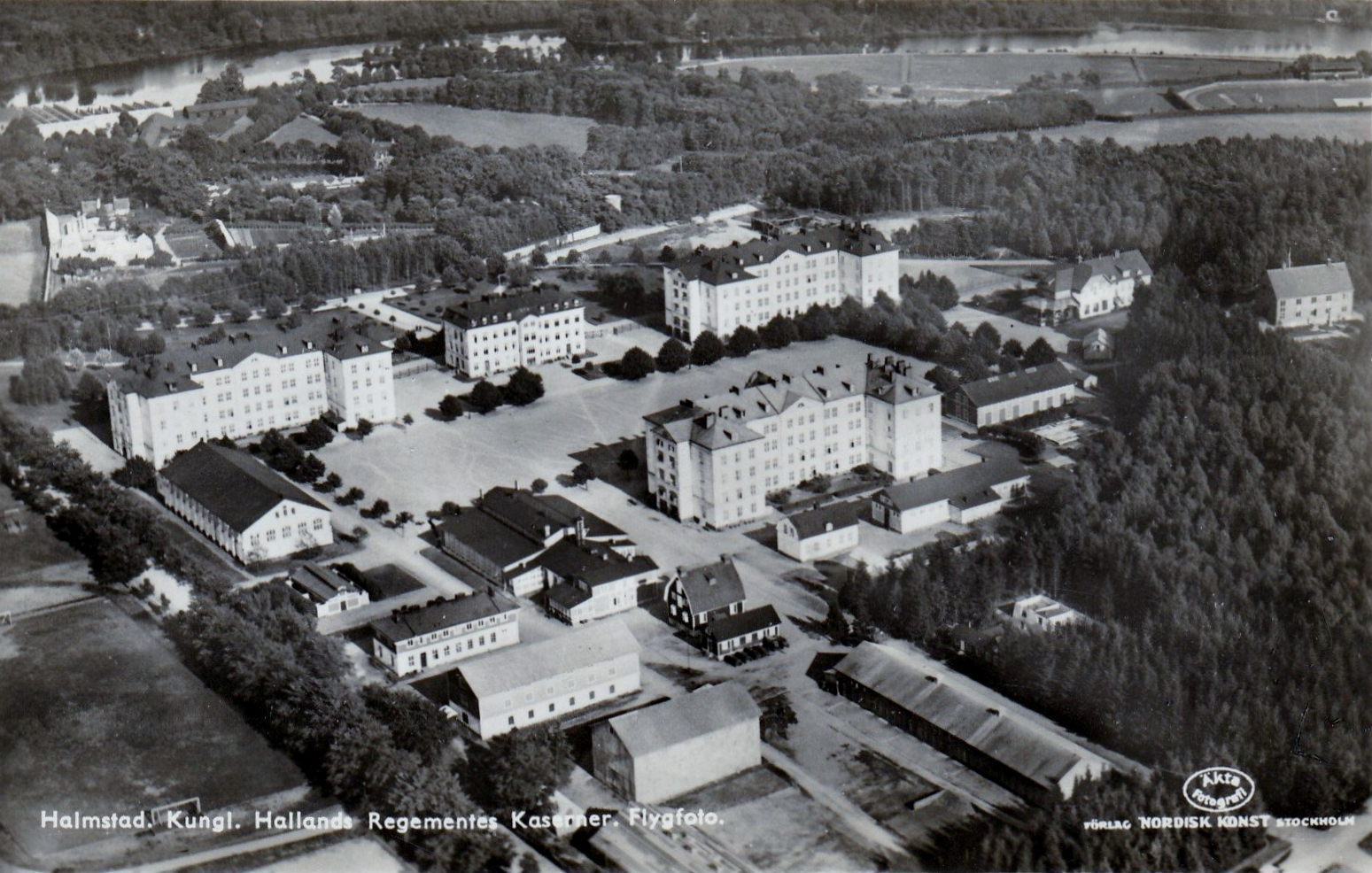
Flygbild över Hallands regemente.
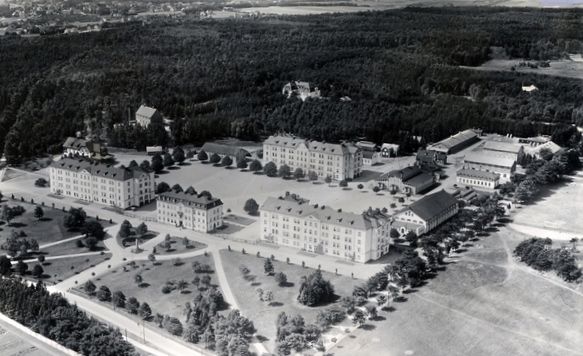
Flygbild över Hallands regemente.
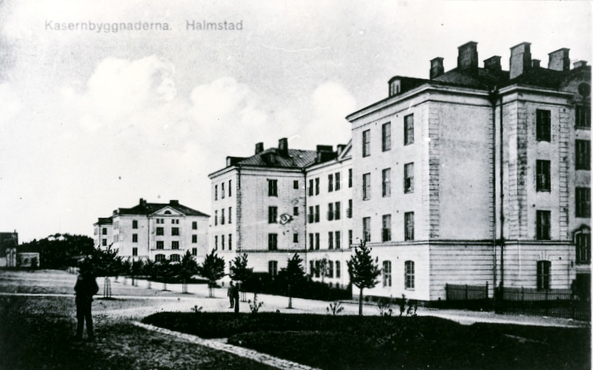
Vy över kasernerna sett från kaserngården.